# Дом де Сен-Лари
Де Сен-Лари (фр. de Saint-Lary) — знатная гасконская фамилия, давшая двух великих конюших Франции, одного маршала Франции и двух кавалеров ордена Святого Духа.

## История
Сеньоры де Сен-Лари известны с начала XIII века, но генеалогия прослеживается с конца XV столетия (с 1478 года). Земля Сен-Лари находится в шателении Кастийон в графстве Комменж, вассалами которого были её владетели. По мнению Жана Ле Лабурёра, они происходят от старинных сеньоров Сент-Илера в Лангедоке, и название Saint-Lary появилось в результате порчи латинского Sancto Hilario, превратившегося в Sancto-Hislari, затем в Sancto-Lari.
Основатель младшей линии рода Раймон, сеньор де Монастрюк и Монгро, в 1498 путём брака с Мирамондой де Лагорсан, наследницей Роже де Бельгарда, приобрел сеньорию Бельгард (в Верхней Гаронне).
Жан де Сен-Лари (ум. 1586), ставший наследником своего двоюродного дяди маршала де Терма, принял титул барона де Терма.
Линия де Бельгард, добившаяся наибольшей известности в середине XVI — середине XVII веков, пресеклась в мужском колене в 1646, и её владения и титулы перешли к дому де Пардайян-Гондрен. Её ответвление, линия сеньоров де Сентрай, существовала до середины XVIII века.

## Линии де Сен-Лари и де Бельгард
- Жан I, сеньор де Сен-Лари
  - Жан II, сеньор де Сен-Лари. Жена 1): Жанна Бенк; 2) Жанна де Беон
    - 1) Жан III. Жена: Сибилла д'Орнезан
      - Франсуа, сеньор де Сен-Лари и де Монблан. Жена: Франсуаза де Комменж, дочь Раймона, барона де Рокфора, и Маргерит де Фуа-Раба
        - Анн. Муж: Пьер де Монклар, барон де Сальвамон

    - 1) Гайярдина. Муж: Карбон, сеньор де Мон
    - 2) Раймон, сеньор де Монастрюк и Монгро. Жена: Мирамонда де Лагорсан, дочь Роже де Лагорсана, сеньора де Бельгарда
      - Перотон де Сен-Лари, барон де Бельгард (ум. 1570). Жена: Маргарита д'Орбессан, дочь Пьера д'Орбессана и Жанны де Терм
        - Роже I де Сен-Лари (ум. 1579). Жена: Маргерит де Салуццо
          - Сезар де Сен-Лари, сеньор де Бельгард и де Терм (ум. 1587). Жанна де Лион, дочь Антуана де Лиона, сеньора де Прёйи, и Жанны де Шатонёф де Пьер-Бюфьер
            - Октав де Сен-Лари (1587—1646), архиепископ Сансский

        - Жан де Сен-Лари, барон де Терм (ум. 1586). Жена: Жанна Анна де Вильмюр (ум. 1586), дочь Франсуа де Вильмюра, барона де Сен-Поля, и Анны де Кармен
          - Роже II де Сен-Лари (1562—1646), герцог де Бельгард. Жена 1): Мишель Леонарда Обен; 2): Анна де Бёй, дочь Онора де Бёя, сеньора де Фонтена, и Анны де Бёй
          - Сезар-Огюст, барон де Терм (ум. 1621). Жена: Катрин Шабо, дочь Жака Шабо, маркиза де Мирбо, и Анн де Колиньи
            - Анн-Мари. Муж: Жан-Антуан-Арно де Пардайян, маркиз де Монтеспан

          - Поль. Муж: Антуан-Арно де Пардайян, маркиз де Монтеспан

        - Жанна. Муж: Жан де Ногаре, сеньор де Ла Валетт
        - Маргерит. Муж: Антуан де Сен-Жери, барон де Манья

      - Жан, сеньор де Монастрюк, основатель линии сеньоров де Сентрай
      - Изабо. Муж: Пьер де Ла Пенн

## Комментарии
1. ↑  Другая сеньория Сен-Лари существовала в графстве Арманьяк, и была возведена в ранг маркизата для одной из ветвей гасконского дома де Монлезён (Courcelle, p. 1)